# Beautiful Dangerous
Beautiful Dangerous è un singolo del chitarrista statunitense Slash, pubblicato il 28 gennaio 2011 come terzo estratto dal primo album in studio Slash.

## Descrizione
Terza traccia di Slash, Beautiful Dangerous ha visto la partecipazione della cantante statunitense Fergie, allora componente dei The Black Eyed Peas.

## Video musicale
Il video, girato il 27 agosto 2010 presso il Jumbo's Clown Room di Los Angeles, è stato pubblicato il 5 novembre 2010 attraverso il canale YouTube del chitarrista. Esso ha attirato una notevole attenzione per la sua trama rovente e per il sensuale fisico esibito da Fergie nella scena in cui a letto cavalca il celebre chitarrista di cui interpreta una fan ossessiva.

## Tracce
CD promozionale (Europa)
1. Beautiful Dangerous (featuring Fergie) (Edit) – 3:46
2. Beautiful Dangerous (featuring Fergie) (Radio Mix) – 3:51

Download digitale
1. Beautiful Dangerous (featuring Fergie) (Radio Edit) – 3:47
2. Beautiful Dangerous (feat. Fergie) (Video) – 4:39
3. Beautiful Dangerous (feat. Fergie) (Radio Mix) – 3:53
4. Paradise City (featuring Fergie and Cypress Hill) – 5:16 – originariamente interpretata dai Guns N' Roses

## Formazione
- Slash – chitarra
- Fergie – voce
- Chris Chaney – basso
- Big Chris Flores – tastiera, programmazione
- Josh Freese – batteria
- Leonard Castro – percussioni

## Classifiche
| Classifica (2011)         | Posizione massima |
| ------------------------- | ----------------- |
| Canada                    | 58                |
| Germania                  | 90                |
| Stati Uniti (heatseekers) | 11                |